# Binh đoàn Viễn chinh Thượng Hải
Quân đoàn Viễn chinh Thượng Hải (上海派遣軍 (Shanhai-haken-gun Thượng Hải Phái khiển quân)) là một binh đoàn viễn chinh cấp quân đoàn thuộc Lục quân Đế quốc Nhật Bản trong Chiến tranh Trung-Nhật.

## Thành lập lần thứ nhất
Quân đoàn Viễn chinh Thượng Hải được thành lập vào ngày 25 tháng 2 năm 1932, đây là lực lượng chủ lực của quân đội Nhật Bản trong trận Thượng Hải thứ nhất. Tháng 6 năm 1932, Quân đoàn được giải tán sau khi cuộc chiến kết thúc.
Tư lệnh
- Đại tướng Shirakawa Yoshinori (25 tháng 2 năm 1932 - 29 tháng 4 năm 1932)

Tham mưu trưởng
- Trung tướng Kanichiro Tashiro (25 tháng 2 năm 1932 - 29 tháng 4 năm 1932)

Biên chế
- Sư đoàn 9
- Sư đoàn 11
- Sư đoàn 14
- Lữ đoàn hỗn hợp 24
- Đại đội phi hành số 2
- Liên đội trọng pháo số 1
- Hạm đội số 3 (Hải quân phối thuộc)

## Thành lập lần thứ hai
Ngày 15 tháng 8 năm 1937, Quân đoàn được tái lập khi chiến sự ngày một leo thang giữa Đế quốc Nhật Bản và Trung Hoa Dân Quốc. Quân đoàn đã tham chiến trong trận Thượng Hải thứ hai, đi sâu vào đại lục và tham gia trận Nam Kinh. Sau đó, Quân đoàn có dính líu đến cuộc thảm sát Nam Kinh.
Ngày 1 tháng 2 năm 1938, Quân đoàn giải tán, các đơn vị của tập đoàn quân này được đưa vào biên chế của Phương diện quân Trung Chi Na.
Tư lệnh
- Đại tướng Iwane Matsui (15 tháng 8 năm 1937 - 2 tháng 12 năm 1937)
- Trung tướng Asaka Yasuhiko (2 tháng 12 năm 1937 - 14 tháng 2 năm 1938)

Tham mưu trưởng
- Trung tướng Mamoru Iinuma (15 tháng 8 năm 1937 - 14 tháng 2 năm 1938)

Biên chế
- Sư đoàn 3
- Sư đoàn 9
- Sư đoàn 13
- Sư đoàn 101
- Chi đội phòng thủ Đài Loan
- Lữ đoàn pháo dã chiến số 5